# 东方沙蚺
东方沙蚺（学名：Eryx tataricus）为蚺科沙蚺属的爬行动物，又名东方沙蟒、土棍子。分布于蒙古、伊朗、哈萨克斯坦以及中国大陆的内蒙古、新疆、甘肃、宁夏等地，生活习性为穴居。其常生活于于沙土或黄土、粘土地带。
种加名 tataricus 意为“鞑靼的”。
2020年，伊朗研究人员将东方沙蚺认定为红沙蚺（E. miliaris）的次定同物异名。